# ۸۱۲ (میلادی)
۸۱۲ (میلادی) هشتصد  و دوازدهمین سال تقویم میلادی است.

## درگذشتگان
- ۱۱ ژانویه - استوراکیوس، امپراتور بیزانس

‎